# Kerkabarabás
Kerkabarabás è un comune dell'Ungheria di 303 abitanti (dati 2001). È situato nella contea di Zala.